# Uno scandalo in Boemia
Uno scandalo in Boemia (A Scandal in Bohemia) è un racconto giallo del 1891, il primo dei 56 racconti che vedono protagonista Sherlock Holmes scritti dall'autore britannico Arthur Conan Doyle. La storia fu pubblicata originariamente il 25 giugno 1891 nel numero di luglio della rivista The Strand Magazine e fu la prima a essere inclusa alla raccolta Le avventure di Sherlock Holmes del 1892, con illustrazioni di Sidney Paget. Inoltre, lo stesso Conan Doyle l'ha collocata al quinto posto fra le sue 12 storie preferite.
Il racconto è particolarmente importante poiché viene introdotto il personaggio di Irene Adler, ripreso da numerose opere derivate come interesse sentimentale di Holmes. 

## Trama
Londra, 20 marzo 1888. Mentre il dottor Watson, ormai sposato, è in visita da Holmes, si presenta un visitatore mascherato che dice essere il Conte Von Kramm, giunto in rappresentanza di un facoltoso cliente. Holmes, inizialmente infastidito dall'anonimato del suo cliente, deduce rapidamente che si tratta in realtà di Wilhelm Gottsreich Sigismond von Ormstein, Gran Duca di Cassel-Felstein e re ereditario di Boemia, costringendolo a confermare la sua identità e a togliersi la maschera.
Il re dice dunque che è in procinto di sposarsi con Clotilde Lothman von Saxe-Meiningen, giovane principessa scandinava. Tuttavia, cinque anni prima ebbe una relazione con una cantante d'opera americana, Irene Adler, allora primadonna all'Opera Imperiale di Varsavia e al momento residente a Londra. Temendo che la famiglia della promessa sposa venisse a conoscenza di questa relazione, cancellando così il matrimonio, il re spiega di aver provato a recuperare delle lettere e una fotografia di sé stesso con Irene, inviatale per ricordo. I suoi agenti provarono ad entrare in possesso dei documenti, talvolta utilizzando la forza bruta e tentando di comprarli, ma senza successo.
È infatti questo il motivo per cui Von Ormstein visita Holmes, ovvero per affidargli il compito di trovare i documenti e restituirglieli. Poiché il re potrebbe in sua difesa affermare che i documenti sono falsificati, il problema si riduce a trovare la fotografia che li ritrae insieme. Essendo questa di considerevoli dimensioni (5½ per 4 pollici), risulta inoltre evidente che la donna non possa portarla sempre con sé.
Holmes riceve 1000 sterline (l'equivalente odierno di circa 100 500 £) per coprire tutte le spese, nonostante il re affermi che sarebbe disposto a cedere una delle sue province pur di riavere la fotografia. Holmes chiede dunque a Watson di raggiungerlo al 221B di Baker Street alle 15 del pomeriggio seguente.
Il mattinio seguente Holmes si reca a casa di Irene, travestito da stalliere ubriaco e senza lavoro, scoprendo dagli altri stallieri che la donna contatta quotidianamente un suo amico, l'avvocato Godfrey Norton dell'Inner Temple. Proprio quel giorno egli si reca a farle visita, per poi dirigersi in carrozza alla Chiesa di Santa Monica, in Edgware Road. Pochi minuti dopo, anche Irene si reca alla chiesa sul suo landò. Holmes la segue a ruota su un'altra carrozza, finendo al suo arrivo per diventare il testimone di nozze di Godfrey e Irene, i quali curiosamente si dirigono in posti diversi dopo la cerimonia.
Nel frattempo Watson è ancora in attesa di Holmes, il quale torna a casa ridendo. Incuriosito da questo comportamento, Watson chiede spiegazioni all'amico, che racconta divertito l'esperienza appena avuta chiedendo infine a Watson se è disposto a partecipare al suo piano per scoprire in quale nascondiglio si trovi la foto. Watson acconsente e il duo si dirige ancora a casa di Irene, con Holmes travestito stavolta da prete.
All'arrivo dei due la strada è piena di persone e, all'arrivo della vettura di Irene, Holmes mette in atto il suo piano. Si scatena così una rissa fra gli astanti su chi debba aiutare Irene a scendere dalla carrozza; Holmes si precipita nel mezzo del buglione per proteggerla, ma viene apparentemente colpito e ferito. Irene lo porta in soggiorno, dove Holmes le chiede di lasciare la finestra aperta. Improvvisamente Holmes alza la mano e Watson, riconoscendo un segnale pre-accordato, lancia un fumogeno nella stanza, gridando "al fuoco" insieme alle persone per la strada.
A quel punto Holmes esce dalla casa, rivelando a Watson di aver visto ciò che si aspettava: con il pericolo imminente di un incendio Irene aveva rivolto lo sguardo all'oggetto a lei più caro nella stanza, ovvero la fotografia con Von Ormstein, svelando così inconsciamente di tenerla nascosta dietro un pannello scorrevole, sopra al campanello per chiamare la servitù; Holmes spiega tuttavia di non essere stato in grado di recuperarla subito, poiché il cocchiere lo stava osservando. Proprio al termine della spiegazione, i due sentono una voce giovanile a loro familiare augurare a Holmes la buonanotte, voce che però proviene da qualcuno di indistinto tra la folla.
Il mattino seguente, Holmes racconta la sua scoperta al re, ma appena i tre si recano nuovamente a casa di Irene, la serva più anziana li informa che la donna è partita di fretta diretta alla stazione di London Charing Cross. Subito Holmes controlla il nascondiglio, trovando tuttavia una foto di Irene in abito da sera, a lui indirizzata e scritta a mezzanotte. Nella lettera, la donna si complimenta con Holmes per il travestimento e per aver trovato la fotografia, rivelando di essere stata lei ad augurargli la buonanotte e spiegando di essere fuggita con Norton, aggiungendo poi di aver mantenuto la foto solo per proteggersi da qualunque azione il re potesse intraprendere contro di lei.
Von Ormstein, stupito, si chiede se Irene non avrebbe potuto essere un'ammirevole regina, rimpiangendo che non sia al suo livello. Holmes risponde che effettivamente i due sono su due livelli ben diversi, intendendo implicitamente che la donna è su un livello ben superiore, senza però che il re capisca il reale significato delle sue parole. Quando chiede a Holmes come voglia essere pagato, egli risponde di voler soltanto tenere la fotografia di Irene, come ricordo della sua intelligenza e di come sia stato battuto da una donna.
Watson rivela infine che sin dal loro incontro, Holmes inizia a parlare di lei chiamandola semplicemente "la donna".
Poiché Watson si riferisce a lei come "la fu Irene Adler", si intuisce che debba essere morta tra il 1888 e il 1891, ovvero tra l'ambientazione e la pubblicazione del racconto.

## Ambientazione
Anziché creare uno Stato fittizio per il re del racconto, Conan Doyle scelse di inserire una dinastia fittizia in una vera nazione: il Regno di Boemia era all'epoca sotto il controllo degli Asburgo e i sovrani d'Austria portavano il titolo di re di Boemia. 
Peraltro non è mai esistito un regno scandinavo unitario (per quanto allora, fino al 1905, Svezia e Norvegia avessero lo stesso sovrano) nonostante il cognome von Saxe-Meiningen fosse quello dell'allora famiglia regnante di Sassonia-Meiningen. Lo stesso Sherlock Holmes afferma (ne L'avventura del nobile scapolo), parlando con Lord Robert St Simon, di aver avuto come cliente "il re di Scandinavia" (anche per far "pesare" al nobile di aver avuto un cliente a lui superiore).

## Adattamenti
Il racconto è stato ripreso più volte nella realizzazione di vari film, dei quali seguono alcuni esempi.
- Il mistero del carillon (1946), che contiene vari riferimenti al racconto, come ad esempio il trucco del fumogeno usato per fuggire.
- Nella serie televisiva Le avventure di Sherlock Holmes (1984-1994), il primo episodio è intitolato Uno Scandalo in Boemia ed è costruito sulla trama del racconto.
- In un episodio della prima stagione di Wishbone, il cane dei sogni (1995-1998) viene ripreso il tema del ricatto fotografico mentre il protagonista espone una versione leggermente modificata del racconto.
- L'episodio Scandalo a Belgravia della serie televisiva britannica Sherlock (2012) ricalca abbastanza fedelmente (trasponendola nel mondo moderno) la trama del racconto, nella prima metà della sua durata.